# نايجل كولين
نايجل كولين (بالإنجليزية: Nigel Cullen)‏ هو طيار بطل أسترالي، ولد في 5 يونيو 1917 في نيوكاسل في أستراليا، وتوفي في 4 مارس 1941 في هيمارا في ألبانيا بسبب قتل في المعركة.